# سیارک ۲۴۱۵۲
سیارک ۲۴۱۵۲ (به انگلیسی: 24152 Ramasesh، نامگذاری:1999VR185) بیست و چهار هزار و صد و پنجاه و دومین سیارک کشف شده‌است که در ۱۵ نوامبر ۱۹۹۹ کشف شد.
قدر مطلق سیارک برابر ۱۱.۷ است.